# Festival de Jazz de Newport

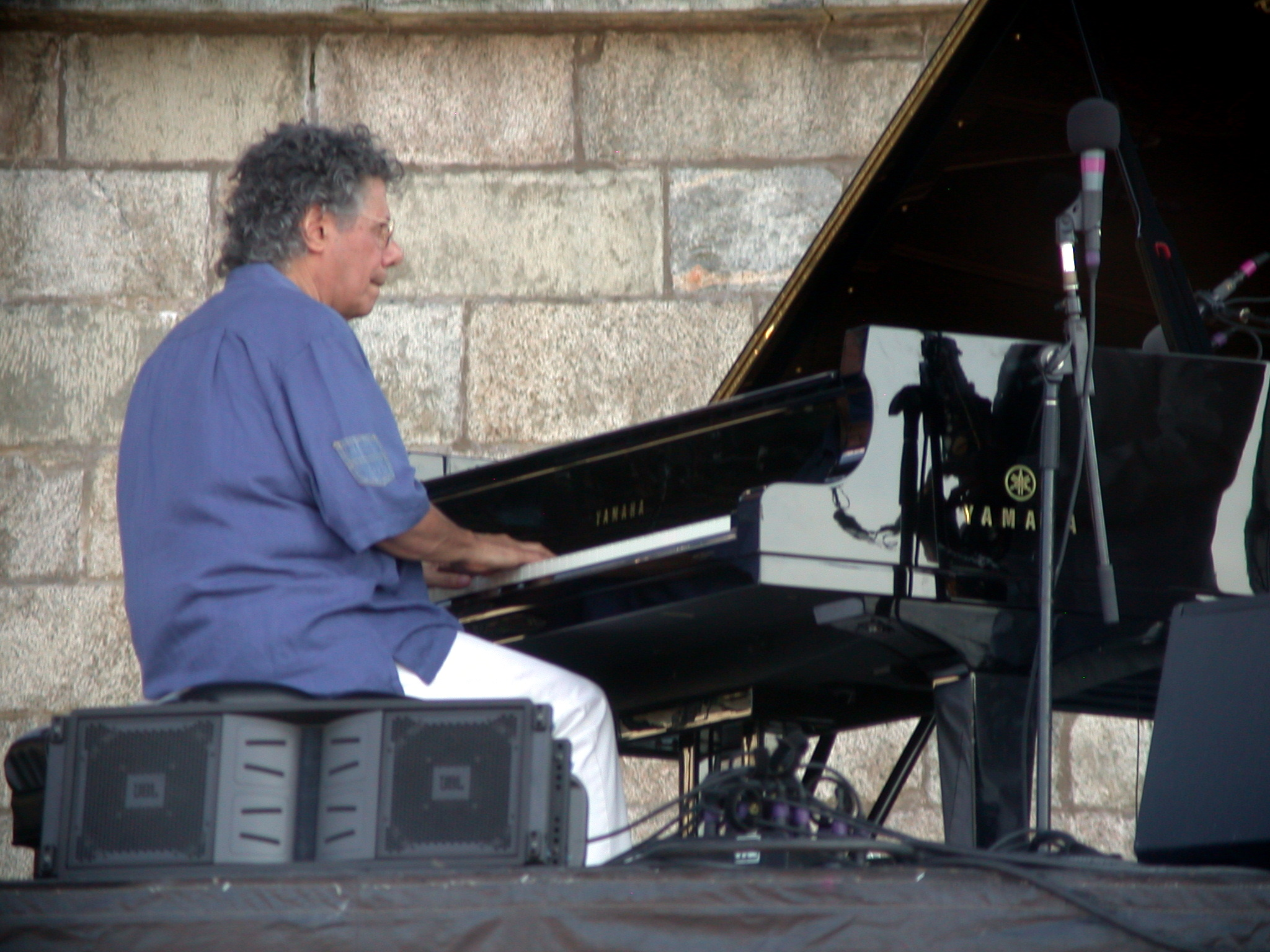
Chick Corea al Festival de Jazz de Newport (2010)

El Festival de Jazz de Newport (Newport Jazz Festival) és un festival de música jazz celebrat a Newport, Rhode Island, Estats Units des de 1954.
Newport ha estat l'escenari d'algunes de les actuacions més notables del gènere del jazz, incloent el famós sol de Miles Davis a Round Midnight (1955) i l'igualment famós sol de saxo de Paul Gonsalves en Diminuendo and Crescendo in Blue de l'Orquestra de Duke Ellington (1956), i d'enregistraments en directe com Miles & Monk at Newport.
El festival es va traslladar a la ciutat de Nova York el 1972.

## Història
Organitzat per George Wein, qui va ser contractat per Elaine i Louis Lorillard, la primera edició del "First Annual American Jazz Festival" va tenir lloc al Newport Casino a Rhode Island, propietat dels Lorillard. Els artistes incloïen a Eddie Condon, Pee Wee Russell, Wild Bill Davison, Dizzy Gillespie, Oscar Peterson i Gerry Mulligan. Al llarg dels dos dies van assistir uns 6.000 espectadors.
El programa per a l'edició de 1969 incloïa artistes dels gèneres de jazz, soul, blues i rock, amb Jeff Beck, Steve Marcus, Roland Kirk, Blood, Sweat & Tears, Art Blakey, Ten Years After, Jethro Tull, Miles Davis, Dave Brubeck, John Mayall, Sly & the Family Stone, James Brown, Herbie Hancock, BB King i Led Zeppelin.
A l'edició de 1971, abans que es traslladés a Nova York el 1972, van assistir més de 20.000 espectadors.
El 1972 Wein va traslladar el festival a la ciutat de Nova York, i els concerts es van celebrar en locals com el Yankee Stadium i el Radio City Music Hall. Amb una assistència de més de 100.000 espectadors, els artistes incloïen a Dizzy Gillespie, Duke Ellington, Dave Brubeck, Milt Jackson, Ben Webster, Charlie Byrd, Zoot Sims, Ray Charles, Eddie Condon, Sonny Rollins i Roberta Flack.